# Dookie
A Dookie a Green Day nevű amerikai punk rock együttes harmadik nagylemeze. 1994 február 1-jén jelent meg, a Reprise Records kiadásában. Ez volt az első albumuk Rob Cavallo producerrel, valamint első lemezük egy nagy kiadónál. Nemzetközi kereskedelmi siker lett, a Billboard 200-on a 2. helyig jutott, hét országban került fel az albumlistákra.
Az album húsz millió példányban kelt el világszerte, mellyel az együttes legsikeresebb lemezének számít. 1995-ben elnyerte a legjobb alternatív zenei albumnak járó Grammy-díjat. 2003-ban 193. lett a Rolling Stone magazin Minden idők 500 legjobb albuma listáján, emellett szerepelt az 1001 lemez, amit hallanod kell, mielőtt meghalsz című könyvben.

## Az album dalai
|     | Cím                  | Szerző(k) | Szöveg               | Hossz |
| --- | -------------------- | --------- | -------------------- | ----- |
| 1.  | Burnout              | Green Day | Billie Joe Armstrong | 2:07  |
| 2.  | Having a Blast       | Green Day | Armstrong            | 2:44  |
| 3.  | Chump                | Green Day | Armstrong            | 2:54  |
| 4.  | Longview             | Green Day | Armstrong            | 3:59  |
| 5.  | Welcome to Paradise  | Green Day | Armstrong            | 3:44  |
| 6.  | Pulling Teeth        | Green Day | Armstrong            | 2:31  |
| 7.  | Basket Case          | Green Day | Armstrong            | 3:01  |
| 8.  | She                  | Green Day | Armstrong            | 2:14  |
| 9.  | Sassafras Roots      | Green Day | Armstrong            | 2:37  |
| 10. | When I Come Around   | Green Day | Armstrong            | 2:58  |
| 11. | Coming Clean         | Green Day | Armstrong            | 1:34  |
| 12. | Emenius Sleepus      | Green Day | Mike Dirnt           | 1:43  |
| 13. | In the End           | Green Day | Armstrong            | 1:46  |
| 14. | F.O.D. All by Myself | Green Day | Armstrong Tré Cool   | 5:46  |

## Közreműködtek

### Együttes
- Billie Joe Armstrong – ének, gitár
- Mike Dirnt – basszusgitár, háttérvokál
- Tré Cool – dob

### Produkció
- Rob Cavallo, Green Day – producer
- Jerry Finn – keverés
- Neill King – hangmérnök
- Casey McCrankin – hangmérnök
- Richie Bucher – borító